# Улица Сони Кривой
У́лица Со́ни Криво́й (ранее — Черного́рская — в честь освобождения южных славян от турецкого ига) — улица в Челябинске. Проходит по территории Советского и Центрального районов города от улицы Воровского до улицы Лесопарковой и городского бора. Улица расположена параллельно проспекту Ленина, находится в 300 метрах южнее.
Названа в честь Софьи Авсеевны Кривой, участницы революционного движения на Урале.
На улице Сони Кривой жили Леонид Оболенский, Пётр Сумин, Виталий Соломин,Людмила Татьяничева.

## Роль в инфраструктуре города
Улица начала застраиваться на рубеже XIX и XX веков. Восточная и центральная части улицы застроены, в основном, жилыми зданиями с торговыми и административными помещениями на нижних этажах, западная — административными зданиями. Улица Сони Кривой проходит мимо студенческих городков трёх университетов: педагогического, Южно-Уральского и Южно-Уральского аграрного.
На улице расположены здания (с востока на запад, в скобках адресная принадлежность):
- Кинотеатр «Киномакс-Урал» (ул. Воровского).
- Управление муниципального заказа Администрации г. Челябинска.
- Южно-Уральский государственный гуманитарно-педагогический университет (пр-т Ленина).
- Кинообразовательный центр им. Л. Л. Оболенского.
- Школа № 67.
- Южно-Уральский государственный аграрный университет (пр-т Ленина).
- Школа № 138.
- Министерство сельского хозяйства Челябинской области.
- Южно-Уральский государственный университет (пр-т Ленина).
- Южно-Уральская торгово-промышленная палата.
- Восемнадцатый арбитражный апелляционный суд.
- Управление Федеральной службы по контролю за оборотом наркотиков по Челябинской области (ул. Тернопольская).
- Радиозавод (бизнес-центр «Полёт»).

## Транспорт
Бо́льшая часть улицы узкая, по 1 полосе в каждом направлении. Транспортное значение улицы невелико, в связи с тем, что рядом проходит проспект Ленина, по которому и перемещается основная масса личного и общественного транспорта.
От улицы Лесопарковой до Свердловского проспекта по улице Сони Кривой проложена односторонняя троллейбусная линия, по которой до 2012 года проходили маршруты троллейбуса:
на участке от ул. Лесопарковой до Тернопольской — № 1, 8, 10, 13, 19; от Тернопольской до Свердловского проспекта — № 13. В 2012 году маршруты были перенесены на проспект Ленина, а 13-й был сокращён до Алого поля, а потом закрыт. Контактная сеть по улице Тернопольской демонтирована, сеть по улице Сони Кривой используется для троллейбусов, идущих в депо. Маршрут № 13 в 2018 году был восстановлен, но вскоре снова закрыт.
На отрезке от ул. Лесопарковой до ул. Тернопольской идут автобус № 16 и маршрутное такси № 54.